# Gabriel Alejandro Milito
Gabriel Alejandro Milito, més conegut com a Gabi Milito, és un futbolista professional argentí que va nàixer el 7 de setembre de 1980 a Bernal (Argentina). El seu club actual és el Club Deportivo Guadalajara.
Juga de defensor (normalment de central o de lliure). Té una bona visió de joc quant a passades llargues i una gran rematada de cap. És germà petit de Diego Milito, jugador de l'Inter de Milà.

## Trajectòria professional
Va passar per les categories inferiors i va debutar en primera divisió en el seu primer equip, el Club Atlético Independente, on va jugar del 1997 al 2003 i on va esdevenir un veritable ídol per a tota la "Hinchada Roja". El 2003 va fitxar pel Reial Saragossa, després que el Reial Madrid el descartés per uns suposats problemes físics al seu genoll.
Al conjunt aragonès, hi realitzà quatre fantàstiques temporades rendint a un altíssim nivell i deixant veure que es trobava en òptimes condicions per a jugar al futbol.
El 2007 fitxà pel FC Barcelona per 20,5 milions d'euros per 4 temporades i una clàusula de rescissió de 90 milions d'euros. El 19 de juliol de 2007 va passar la revisió mèdica satisfactòriament i posteriorment va ser presentat amb el dorsal 12, tot i que finalment se li atorgà a l'inici de la temporada 2007-2008 el número 3. Va debutar amb el club blaugrana el dia 15 d'agost del 2007 davant el Bayern de Múnic. Va sortir en la segona part per a suplir en Lilian Thuram. El partit el va guanyar el Barcelona per un gol.
El 29 d'abril de 2008, contra el Manchester United FC a la Lliga de Campions, Milito es tornà a lesionar greument del genoll dret, amb un pronòstic de com a mínim entre 6 i 12 mesos de baixa. L'operació de l'argentí va ser complicada, perquè va haver de ser intervingut als dos genolls per a extraure de l'esquerre un tros del tendó rotular per a inserir-li al dret, el danyat. Per a la temporada 2008-2009 va canviar el dorsal número 3 que portava a la temporada 2007-2008 pel dorsal 18. El 26 de febrer de 2009, Gabriel tornà a entrenar amb els seus companys tot i que encara no tenia l'alta mèdica per a jugar tot un partit. Però, com que l'operació del 13 de maig de 2008 no va posar fi als seus problemes, el 6 de juny de 2009, després de tretze mesos de baixa, quan el diagnòtic inicial era de sis, el jugador va haver de ser sotmès a una nova artroscòpia al seu genoll dret amb l'objectiu de solucionar els problemes que arrossegava, la qual cosa va fer que el període de la seva lesió es perllongués. Finalment, gràcies a personalitats com el doctor Ramon Cugat, Gabi Milito va poder tornar a jugar un partit amb el Barça el dia 18 de novembre de 2010, després de 569 dies arrossegant molèsties o recuperant-se. El partit fou un amistós davant el Club Bolívar (un club bolivià de la ciutat de La Paz).
El 4 d'agost del 2011, i atès l'interès de l'Independiente d'Avellaneda, el Barça li va concedir la carta de llibertat, i va fitxar per l'Independiente.

## Selecció argentina
És internacional amb la selecció de futbol de l'Argentina. Va participar en la Copa Confederacions del 2005 a Alemanya on l'Argentina va arribar a la final, però va perdre enfront del Brasil.
També va disputar la Copa Mundial de Futbol de 2006 a Alemanya. La selecció "albiceleste" va caure en quarts de final enfront dels amfitrions.
També va jugar la Copa Amèrica del 2007 a Veneçuela. A pesar de jugar a un gran nivell durant tot el torneig, Milito no va poder alçar-se amb la victòria en la final perquè la selecció argentina va perdre enfront del Brasil de Dunga.

### Participacions en Copes del Món
| Mundial                        | Seu      | Resultat        |
| ------------------------------ | -------- | --------------- |
| Copa Mundial de Futbol de 2006 | Alemanya | Quarts de final |

## Palmarès
| Títol               | Club             | Any     |
| ------------------- | ---------------- | ------- |
| Apertura 2002       | CA Independiente | 2002    |
| Copa del Rei        | Reial Saragossa  | 2003-04 |
| Supercopa d'Espanya | Reial Saragossa  | 2004    |
| Copa del Rei        | FC Barcelona     | 2008-09 |
| Lliga Espanyola     | FC Barcelona     | 2008-09 |
| Lliga de Campions   | FC Barcelona     | 2008-09 |
| Supercopa d'Espanya | FC Barcelona     | 2009    |
| Supercopa d'Europa  | FC Barcelona     | 2009    |
| Mundial de Clubs    | FC Barcelona     | 2009    |
| Lliga Espanyola     | FC Barcelona     | 2009-10 |
| Supercopa d'Espanya | FC Barcelona     | 2010    |
| Lliga Espanyola     | FC Barcelona     | 2010-11 |
| Lliga de Campions   | FC Barcelona     | 2010-11 |